# Liden (Sundsvall)
Liden is een plaats in de gemeente Sundsvall in het landschap Medelpad en de provincie Västernorrlands län in Zweden. De plaats heeft 269 inwoners (2005) en een oppervlakte van 64 hectare. De plaats ligt aan de rivier de Indalsälven.
De plaatsnaam Liden werd voor het eerst genoemd, als De Lidh in een brief uit 1344.
De oude kerk van Liden werd in het jaren 80 van de 15de eeuw gebouwd door de monnik Josefhus, die hoorde bij de kloosterorde dominicanen. Er paar honderd meter van de oude kerk staat de nieuwe kerk van Liden, deze kerk stamt uit het jaar 1858.
Er is in de plaats een museum over de guillotine te vinden.

## Verkeer en vervoer
Bij de plaats loopt de Riksväg 86.

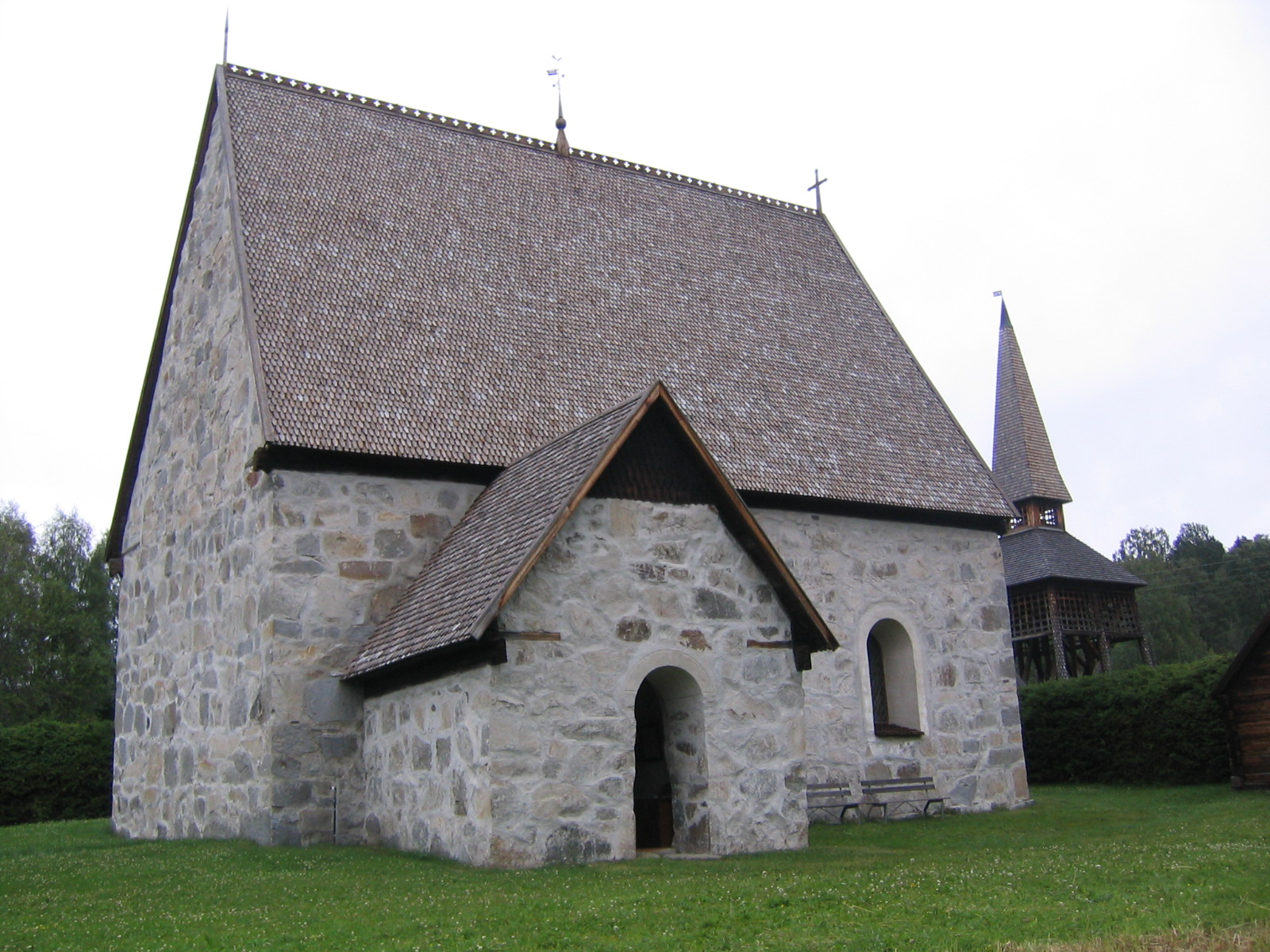
Kerk in Liden
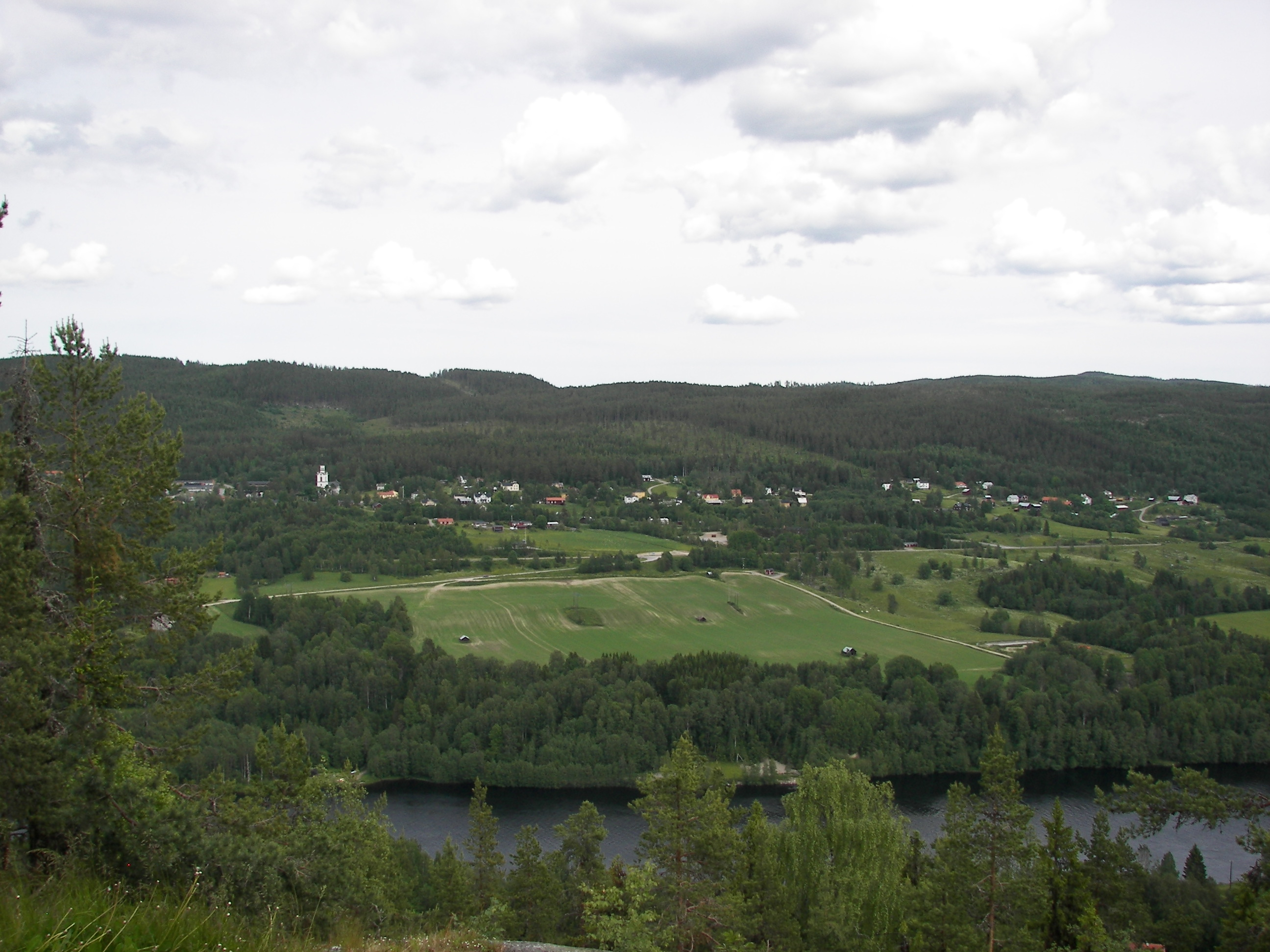
Liden